# Batalla de Rostov (1941)
La Batalla de Rostov fue una de las ofensivas llevadas a cabo por la Wehrmacht dentro de la serie de operaciones desarrolladas tras el comienzo de la Operación Barbarroja, la invasión alemana de la Unión Soviética. La batalla se desarrolló entre noviembre y diciembre de 1941, estando el general Gerd von Rundstedt al mando de las fuerzas alemanas y el coronel Yakov Cherevichenko al mando del Ejército Rojo.
Estas operaciones fueron una parte del sector sur del Frente Oriental durante la Segunda Guerra Mundial.

## Antecedentes
Después de concluir la batalla de Kiev en septiembre de 1941, el Grupo de Ejércitos Sur avanzó hacia el río Dniéper, en dirección al mar de Azov.
Después de avanzar hacia la península de Crimea, el Primer Ejército Panzer avanzó hasta la desembocadura del río Don, entrando en Rostov, la puerta de entrada al Cáucaso, con el objetivo de avanzar hasta los campos petrolíferos del Cáucaso.

## Operación ofensiva del Mar de Azov
Rostov fue asignado como objetivo para el 11.º Ejército ahora comandado por el general Eugen Ritter von Schobert, sin embargo murió en un accidente el mismo día después de aterrizar su avión de enlace en un campo minado. Para reemplazarlo, a Manstein se le ordenó viajar desde el sector de Leningrado del frente hasta el sector extremo sur. También recibiría apoyo de la 4ª Flota Aérea de la Luftwaffe.
En ese momento, el LIV Cuerpo de Ejército del 11.º Ejército todavía estaba comprometido en Crimea, y debido a que las fuerzas rumanas todavía estaban comprometidas en la Batalla de Odesa, los recursos del Ejército para el objetivo de Rostov estaban severamente limitados incluso contra las tropas del Ejército Rojo en retirada. Por lo tanto, Manstein inicialmente reemplazó el LIV Cuerpo con el XXX Cuerpo de Ejército y el XLIX Cuerpo de Montaña más pequeños y ordenó al LIV Cuerpo ocupar el primer escalón en el avance hacia Rostov.

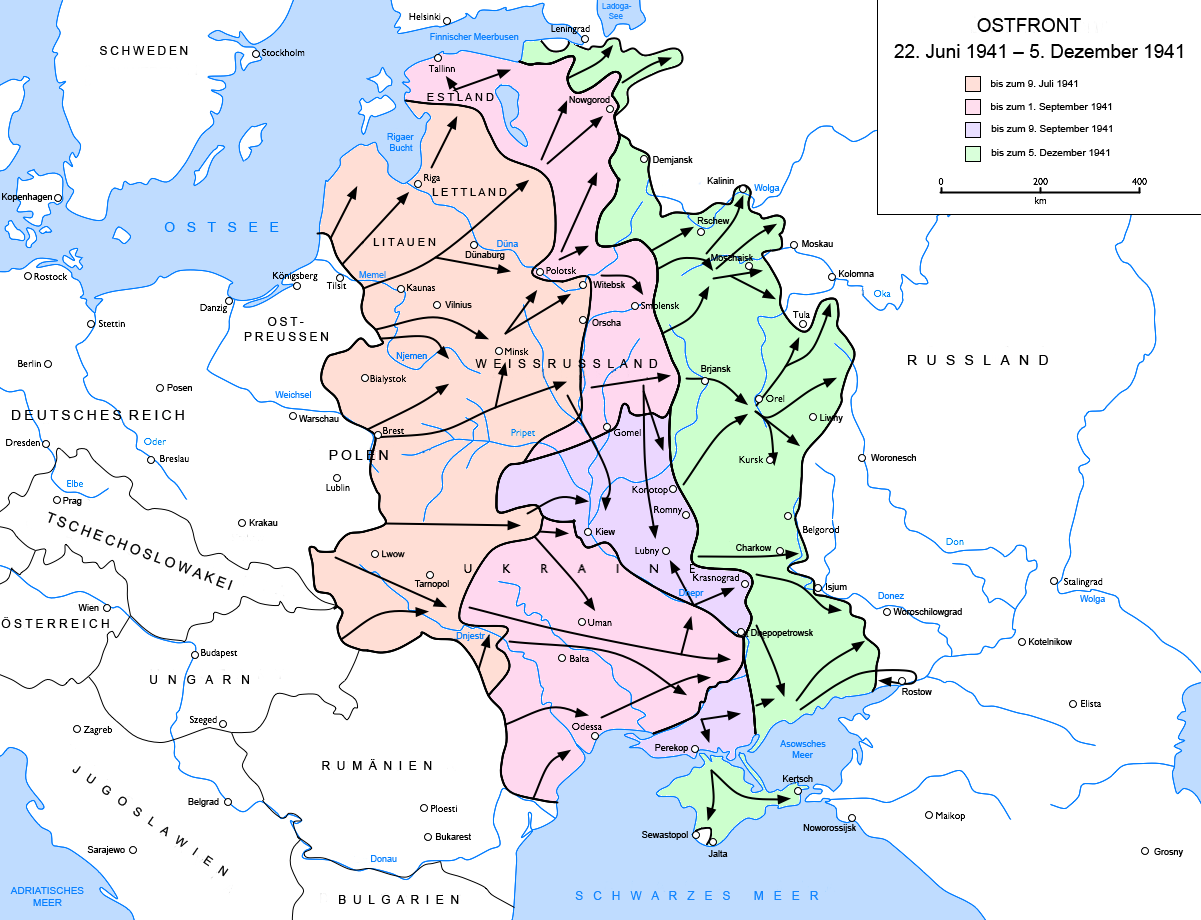
Situación en el Frente Oriental en el momento de la Batalla de Rostov.

A finales de septiembre, el 3.º Ejército Rumano se unió al 11.º Ejército en su avance hacia Rostov, pero quedó gravemente agotado por los ataques de los 9.º y 18.º Ejércitos soviéticos el 26 de septiembre. Esto obligó a detener el avance del ejército para salvaguardar su flanco y obligó a Manstein a utilizar su única unidad de reserva móvil, la Brigada Leibstandarte, para apuntalar las defensas rumanas.

## Defensa de Rostov
El contraataque soviético lanzado como parte de la operación defensiva estratégica general Donbás-Rostov (entre el 29 de septiembre de 1941 al 16 de noviembre de 1941) también obligó al Grupo de Ejércitos Sur de Rundstedt a ordenar a su 1.ᵉʳ Ejército Panzer que maniobrara para estar en mejor posición para contraatacar. Los ataques soviéticos en el sector rumano del frente, y también intentar rodear a los dos ejércitos soviéticos, lo que tuvo éxito en parte en la zona de Chernígovka, donde el 8 de octubre se encontraba el comandante del 18.º ejército soviético, el teniente general AK Smirnov. asesinado por fuego de artillería en su puesto de mando en el pueblo de Popovka durante el intento de fuga entre el 5 y el 10 de octubre de 1941. Esto fue interpretado por Hitler como un éxito tal que declaró "La batalla del Mar de Azov "ha terminado" el 11 de octubre, antes incluso de que las tropas hubieran alcanzado su objetivo. Como gesto conmemorativo, Hitler emitió la orden de redesignar la Brigada Leibstandarte como División SS Leibstandarte.
Se ordenó al 11.º ejército alemán que regresara a Crimea para lograr el avance del istmo de Perekop.
Al percibir que el camino hacia Rostov y el Cáucaso estaba abierto, Hitler emitió una orden transfiriendo el objetivo del 11.º Ejército al 1.º Ejército Panzer y adjuntándole el mal preparado 3.º Ejército rumano, el Cuerpo Alpino italiano y la Brigada Motorizada Eslovaca.

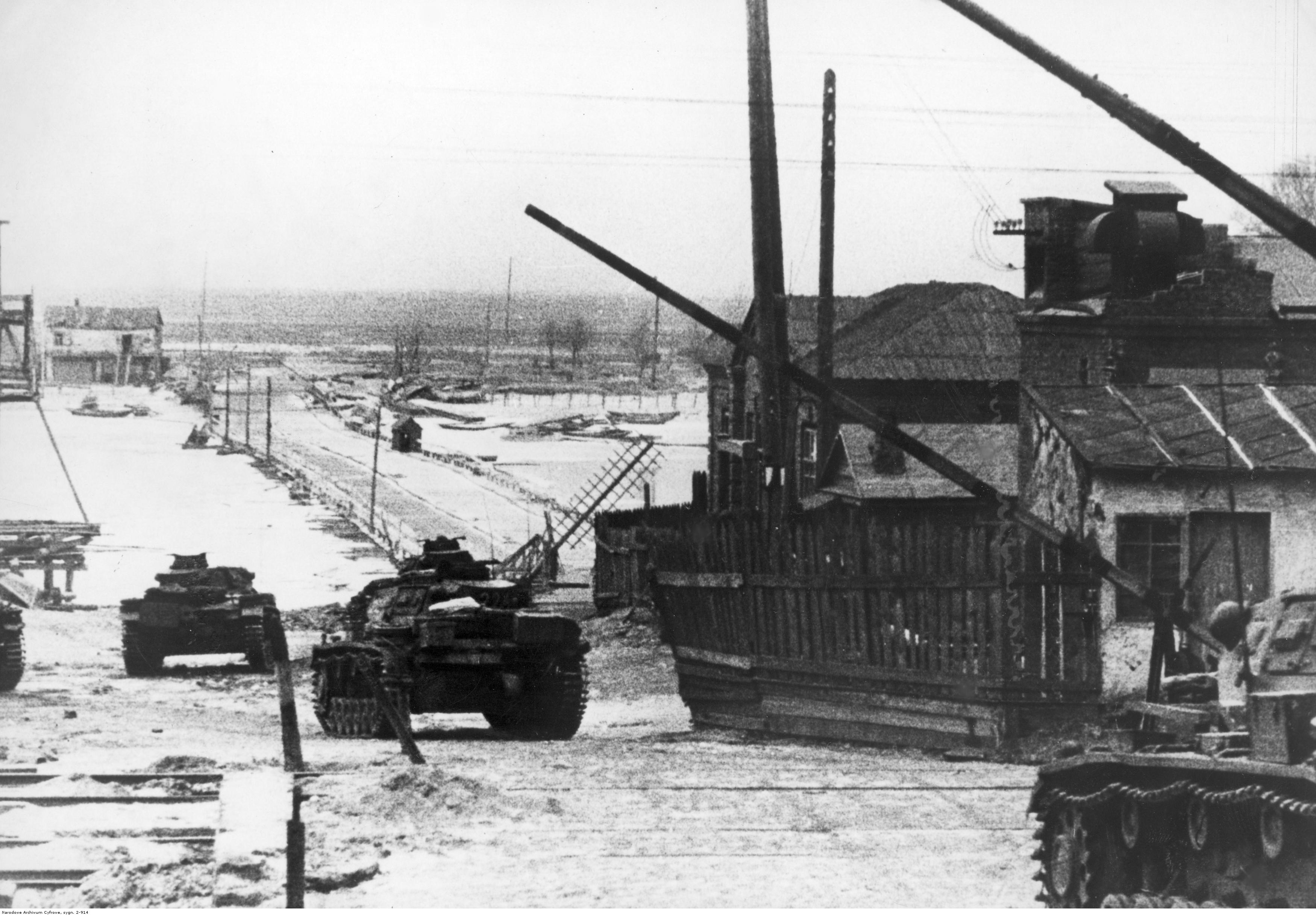
Columna de tanques alemanes Panzer III en Rostov, noviembre de 1941.

Durante la posterior reorganización de las fuerzas del Eje, el III Cuerpo Panzer y el XIV Cuerpo Panzer tomaron la delantera, apoyados por el XLIX Cuerpo de Montaña recién llegado de Crimea.
El 17 de octubre de 1941, la 14.ª División Panzer cruzó el río Mius, y como resultado, Taganrog fue capturado por las tropas alemanas, además de que las tropas de montaña entraron en Stálino, lo que obligó al recién formado 12.º Ejército a una nueva retirada. Sin embargo, las lluvias de otoño habían comenzado y la Rasputitsa (estación del barro) había frenado el avance del 1.er Ejército Panzer a "metro a metro".  Esto significó que las principales unidades alemanas no llegaron a las afueras de Rostov hasta mediados de noviembre, habiendo perdido mientras tanto contacto con el Ejército Rojo. 
El asalto a Rostov comenzó el 17 de noviembre y el 21 de noviembre los alemanes tomaron la ciudad. Sin embargo, las líneas alemanas estaban demasiado extendidas y se ignoraron las advertencias de Kleist de que su flanco izquierdo era vulnerable y que sus tanques eran ineficaces en el clima helado.

## Operación ofensiva de Rostov
El 27 de noviembre, el 37.º Ejército, comandado por el teniente general Anton Ivanovich Lopatin, como parte de la Operación Ofensiva Estratégica de Rostov (17 de noviembre de 1941 - 2 de diciembre de 1941), contraatacó la punta de lanza del 1.º Ejército Panzer desde el norte, obligándolos a retirarse. fuera de la ciudad. Adolf Hitler derogó la retirada. Cuando Rundstedt se negó a obedecer, Hitler lo despidió y lo reemplazó con Reichenau. Sin embargo, Reichenau vio de inmediato que Rundstedt tenía razón y logró persuadir a Hitler, a través de Franz Halder, para que autorizara la retirada, y el 1.º Ejército Panzer se vio obligado a regresar al río Mius en Taganrog. Fue la primera retirada alemana significativa de la guerra.